# Giuseppe Furino
Giuseppe Furino (né le 5 juillet 1946 à Palerme en Sicile) est un footballeur international italien, jouant le rôle de milieu défensif.
Il est célèbre pour avoir notamment remporté huit fois le championnat d'Italie (record national à l’époque) partagé avec Giovanni Ferrari, autre joueur bianconero).

## Biographie

### Début de carrière
Il commence sa carrière en Série B à Savone dans le championnat 1966-67, devenant immédiatement titulaire dans son équipe. Après la descente des ligurians en division inférieure, il dispute une excellente saison en série C1 et suscite l'intérêt de Palerme, club de Série A. Il joue la saison 1968-69 sous les couleurs de l'équipe sicilienne. Avec les siciliens, il y découvre également la Série A le 29 août 1968 lors d'une défaite 3-0 contre Cagliari.
En dépit de sa petite taille (167 cm), Furino (surnommé  L'Omino di ferro ou Furia-furin-furetto) a d'excellentes qualités de récupérateur, jouant 27 des 30 matches de la saison 1968-69 : il est transféré à l'été 1969 à la Juventus, où il devient titulaire.

### Juventus
Il joue son premier match avec la Juve lors d'une rencontre de coupe le 31 août 1969 (0-0 contre Mantoue), inscrivant son premier but une semaine plus tard le 7 septembre 1969 : victoire 3-1 contre Brescia.

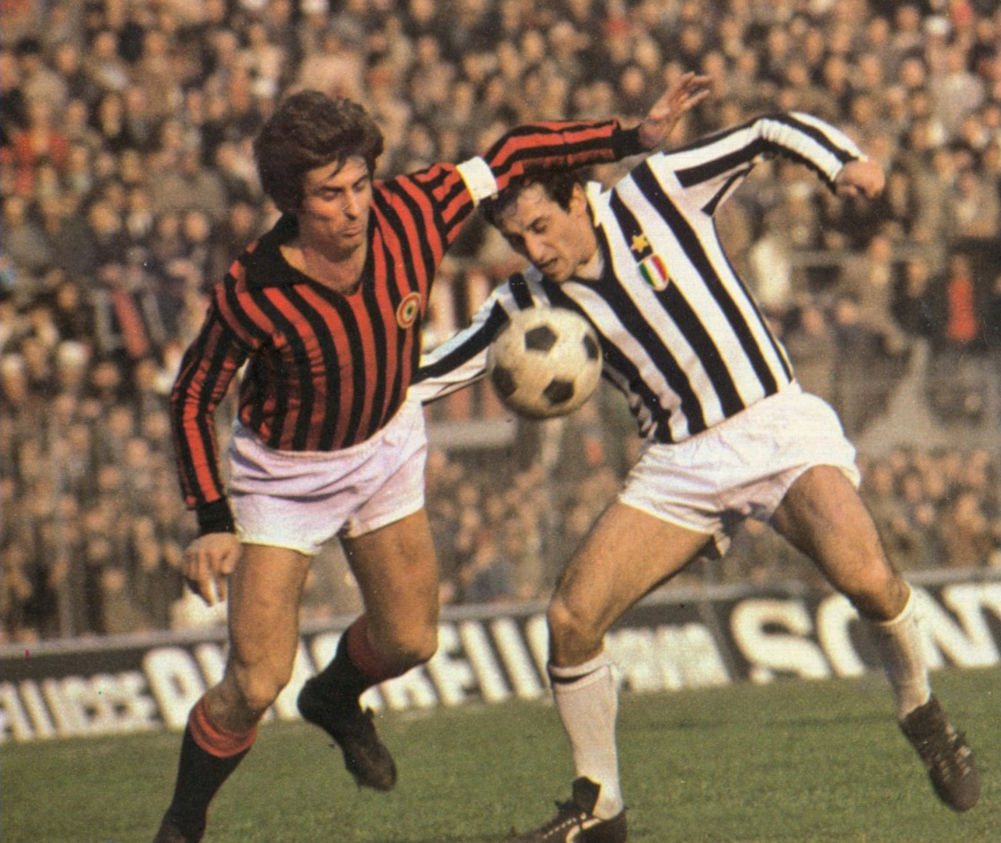
Gianni Rivera et Furino en 1973

Dans le club bianconero, il devient un titulaire indiscutable pendant une décennie (il est le 11e capitaine de l'histoire du club, succédant à Sandro Salvadore en 1974), gagnant 8 scudetti : (1971-72, 1972-73, 1974-75, 1976-77, 1977-78, 1980-81, 1981-82 et 1983-84), 2 Coupes d'Italie (1978-79 et 1982-83), une Coupe UEFA (1976-77) ainsi qu'une Coupe des Coupes (1983-84).
Le 13 septembre 1981 (lors d'un succès en Série A 3-0 contre Parme), il dépasse Giampiero Boniperti et ses 465 matchs en bianconero et devient alors le joueur le plus capé de l'histoire du club (avant d'être à son tour dépassé par Gaetano Scirea un peu moins de six ans plus tard). Le 5 septembre 1982, il devient le premier joueur juventino  à atteindre la barre des 500 matchs disputés sous les couleurs du club (1-1 en coupe contre Padoue).
Il termine sa carrière à la Juve après 361 matches de championnat disputés en 15 saisons à la fin du championnat 1983-84, durant lequel il dispute un seul match qui lui permettra de conquérir son huitième titre de champion, égalant ainsi le record de Giovanni Ferrari. 
Dans la riche histoire de la Juventus, il fait figure de monument, du "joueur de club" par excellence, de moteur du système de jeu bianconero, indispensable, à défaut d'être brillant. En revanche, avec l'équipe nationale italienne, il ne brille pas, disputant seulement trois matches, le premier le 6 juillet 1970 durant le mondial 1970 au Mexique où il remplace Angelo Domenghini pendant le match opposant l'Italie à l'Uruguay. Il ne porte à nouveau le maillot de la nazionale qu'en 1973 et 1974, devant faire face à la concurrence de milieux de la carrure de Romeo Benetti et Gabriele Oriali.

## Palmarès

### En club
Juventus
| - Championnat d'Italie (8) : - Champion : 1971-72, 1972-73, 1974-75, 1976-77, 1977-78, 1980-81, 1981-82 et 1983-84. - Vice-champion : 1973-74 et 1975-76. - Coupe d'Italie (2) : - Vainqueur : 1978-79 et 1982-83. - Finaliste : 1972-73. |  | - Coupe des villes de foires : - Finaliste : 1970-71. - Coupe des clubs champions : - Finaliste : 1972-73. - Coupe UEFA (1) : - Vainqueur : 1976-77. - Coupe des coupes (1) : - Vainqueur : 1983-84. |

### En sélection
Italie
- Coupe du monde :
  - Finaliste : 1970.

## Statistiques
| Club               | Saison        | Championnat | Championnat | Championnat | Coupe  | Coupe | Coupe d'Europe | Coupe d'Europe | Coupe d'Europe | Autres | Autres | Autres | Total  | Total |
| Club               | Saison        | Comp.       | Matchs      | Buts        | Matchs | Buts  | Comp.          | Matchs         | Buts           | Comp.  | Matchs | Buts   | Matchs | Buts  |
| ------------------ | ------------- | ----------- | ----------- | ----------- | ------ | ----- | -------------- | -------------- | -------------- | ------ | ------ | ------ | ------ | ----- |
| Savone ( Italie)   | 1966-1967     | B           | 32          | 1           | -      | -     | -              | -              | -              | -      | -      | -      | 32     | 1     |
| Savone ( Italie)   | 1967-1968     | C           | 29          | 6           | -      | -     | -              | -              | -              | -      | -      | -      | 29     | 6     |
|                    | Total Savone  |             | 61          | 7           | -      | -     |                | -              | -              |        | -      | -      | 61     | 7     |
| Palerme ( Italie)  | 1968-1969     | B           | 27          | 1           | -      | -     | -              | -              | -              | -      | -      | -      | 27     | 1     |
|                    | Total Palerme |             | 27          | 1           | -      | -     |                | -              | -              |        | -      | -      | 27     | 1     |
| Juventus ( Italie) | 1969-1970     | A           | 30          | 2           | 5      | 1     | C3             | 3              | 0              | -      | -      | -      | 38     | 3     |
| Juventus ( Italie) | 1970-1971     | A           | 27          | 1           | 3      | 0     | C3             | 11             | 0              | TAP    | 4      | 0      | 45     | 1     |
| Juventus ( Italie) | 1971-1972     | A           | 27          | 2           | 7      | 2     | C3             | 7              | 1              | -      | -      | -      | 41     | 5     |
| Juventus ( Italie) | 1972-1973     | A           | 27          | 0           | 8      | 1     | C1             | 9              | 0              | -      | -      | -      | 44     | 1     |
| Juventus ( Italie) | 1973-1974     | A           | 24          | 0           | 6      | 1     | C1             | 1              | 1              | -      | -      | -      | 31     | 2     |
| Juventus ( Italie) | 1974-1975     | A           | 28          | 0           | 7      | 0     | C3             | 7              | 0              | -      | -      | -      | 42     | 0     |
| Juventus ( Italie) | 1975-1976     | A           | 26          | 2           | 4      | 0     | C1             | 4              | 1              | -      | -      | -      | 34     | 3     |
| Juventus ( Italie) | 1976-1977     | A           | 26          | 1           | 8      | 1     | C3             | 9              | 0              | -      | -      | -      | 43     | 2     |
| Juventus ( Italie) | 1977-1978     | A           | 26          | 0           | 7      | 1     | C1             | 6              | 0              | -      | -      | -      | 39     | 1     |
| Juventus ( Italie) | 1978-1979     | A           | 22          | 0           | 9      | 0     | C1             | 2              | 0              | -      | -      | -      | 33     | 0     |
| Juventus ( Italie) | 1979-1980     | A           | 25          | 0           | 4      | 0     | C2             | 7              | 0              | -      | -      | -      | 36     | 0     |
| Juventus ( Italie) | 1980-1981     | A           | 24          | 0           | 5      | 0     | C3             | 4              | 1              | TC     | 2      | 0      | 35     | 1     |
| Juventus ( Italie) | 1981-1982     | A           | 27          | 0           | 4      | 0     | C1             | 3              | 0              | -      | -      | -      | 34     | 0     |
| Juventus ( Italie) | 1982-1983     | A           | 21          | 0           | 10     | 0     | C1             | 5              | 0              | -      | -      | -      | 36     | 0     |
| Juventus ( Italie) | 1983-1984     | A           | 1           | 0           | 2      | 0     | -              | -              | -              | -      | -      | -      | 3      | 0     |
|                    | Total Juve    |             | 361         | 8           | 89     | 7     |                | 78             | 4              |        | 6      | 0      | 534    | 19    |
| Total carrière     |               |             | 449         | 16          | 89     | 7     |                | 78             | 4              |        | 6      | 0      | 622    | 27    |